# Oberachtel (Simmelsdorf)
Oberachtel ist ein Gemeindeteil der Gemeinde Simmelsdorf im Landkreis Nürnberger Land (Mittelfranken, Bayern). Oberachtel liegt in der Gemarkung Großengsee.

## Geografie
Der Weiler befindet sich im Tal des Ittlinger Baches. Die durch das Tal des Ittlinger Baches verlaufende Kreisstraße LAU 2 führt nach Unterachtel (0,4 km südwestlich) bzw. an der Ittlinger Mühle vorbei nach Ittling (1,3 km nördlich).

## Geschichte
Ober- und Unterachtel wurden im Jahr 1390 als „Achtel“ erstmals urkundlich erwähnt.
Mit dem Gemeindeedikt (frühes 19. Jahrhundert) wurde Oberachtel der Ruralgemeinde Großengsee zugeordnet. Im Zuge der Gebietsreform in Bayern wurde Oberachtel am 1. Juli 1972 in die Gemeinde Simmelsdorf eingegliedert.